# Municipio de White (condado de Macon)
El municipio de White (en inglés: White Township) es un municipio ubicado en el condado de Macon en el estado estadounidense de Misuri. En el año 2010 tenía una población de 144 habitantes y una densidad poblacional de 1,54 personas por km².

## Geografía
El municipio de White se encuentra ubicado en las coordenadas 39°54′30″N 92°47′52″O / 39.90833, -92.79778. Según la Oficina del Censo de los Estados Unidos, el municipio tiene una superficie total de 93.69 km², de la cual 93,53 km² corresponden a tierra firme y (0,17 %) 0,16 km² es agua.

## Demografía
Según el censo de 2010, había 144 personas residiendo en el municipio de White. La densidad de población era de 1,54 hab./km². De los 144 habitantes, el municipio de White estaba compuesto por el 95,14 % blancos, el 0,69 % eran amerindios y el 4,17 % eran de una mezcla de razas. Del total de la población el 0 % eran hispanos o latinos de cualquier raza.